# Brahm Richards
Brahm Richards (ur. 18 czerwca 1997) – nowozelandzki zapaśnik walczący w obu stylach. Zajął 23. miejsce na mistrzostwach świata w 2019. Jedenasty na igrzyskach Wspólnoty Narodów w 2022 i dwunasty w 2018. Zdobył pięć medali na mistrzostwach Oceanii w latach 2016 - 2023.